# Districte de Nicoadala
El districte de Nicoadala és un districte de Moçambic, situat a la província de Zambézia. Té una superfície de 3.392 kilòmetres quadrats. En 2007 comptava amb una població de 231.850 habitants. Limita al nord amb el districte de Mocuba, a l'oest amb els districtes de Morrumbala i Mopeia, al sud amb el districte d'Inhassunge i el municipi de Quelimane, a l'est amb l'oceà Índic i al nord-est amb el districte de Namacurra.

## Història
El districte de Nicoadala fou creat en 1986 conjuntament amb 25 districtes més, a nivell nacional, i a la vegada que el d'Inhassunge, a Zambézia. Se li van transferir un total de 10 localitats, amb Munhonha, Nhafuba i Nicoadala, originàries del districte de Namacurra, mentre que del districte de Quelimane se li transferiren Ionge, Madal, Maquival, Marrongane Nangoela, Namacata i Ilova. Aquesta última localitat, Ilova, já no es veia referida al perfil del districte presentat pel Portal del Govern, datat de 2005.

## Divisió administrativa
El districte està dividit en dos postos administrativos (Maquival i Nicoadala), compostos per les següents localitats:
- Posto Administrativo de Maquival:
  - Ionge
  - Madal
  - Maquival
  - Marrongane
  - Nangoela
- Posto Administrativo de Nicoadala:
  - Munhonha
  - Namacata
  - Nhafuba
  - Nicoadala